# مطار لوتشو انتيان
مطار لوتشو انتيان (إياتا: LZO، إيكاو: ZULZ) كان مطار مزدوج الاستخدام في مدينة لوتشو في سيتشوان، الصين. بني في عام 1945 وخدم في البداية رحلات جوية بين الصين والهند من قبل القوات الجوية الأمريكية خلال الحرب العالمية الثانية. علقت الخدمات في الستينيات، ولكن استخدم لاحقًا لأغراض تدريبية من قبل القوات الجوية لجيش التحرير الشعبي. تم الانتهاء من التجديدات والتوسعات الرئيسية في يناير 2001.
نظرًا لمحدودية المطار، أنشئ مطار لوئهو يونلونغ الجديد في بلدة يونلونغ في مقاطعة لو. افتتح المطارالجديد في 10 سبتمبر 2018 ونقلت جميع الرحلات إلى المطار الجديد.
صنف مطار لوتشو انتيان في المرتبة الحادية والتسعون في الصين من حيث عدد الركاب عام 2011 وفقًا لإدارة الطيران المدني في الصين، حيث تعامل مع 284,886 راكب، وبلغ إجمالي حركة الطائرات (القادمة والمغادرة) 3,518 طائرة وقد بلغت كمية البضائع المنقولة عبر المطار 2,426 طن.